# Кран стрелового типа

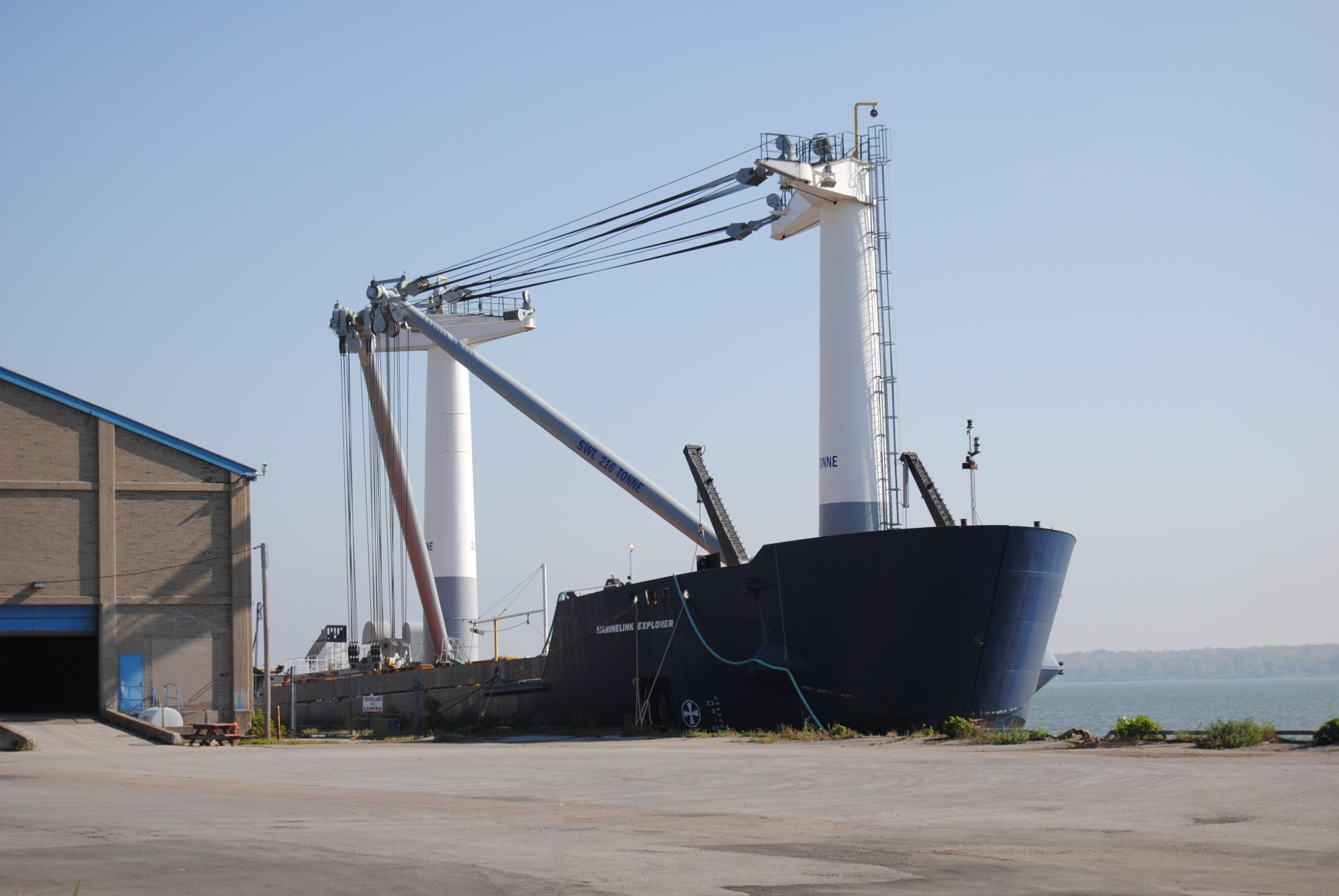
Стреловой кран на грузовом судне

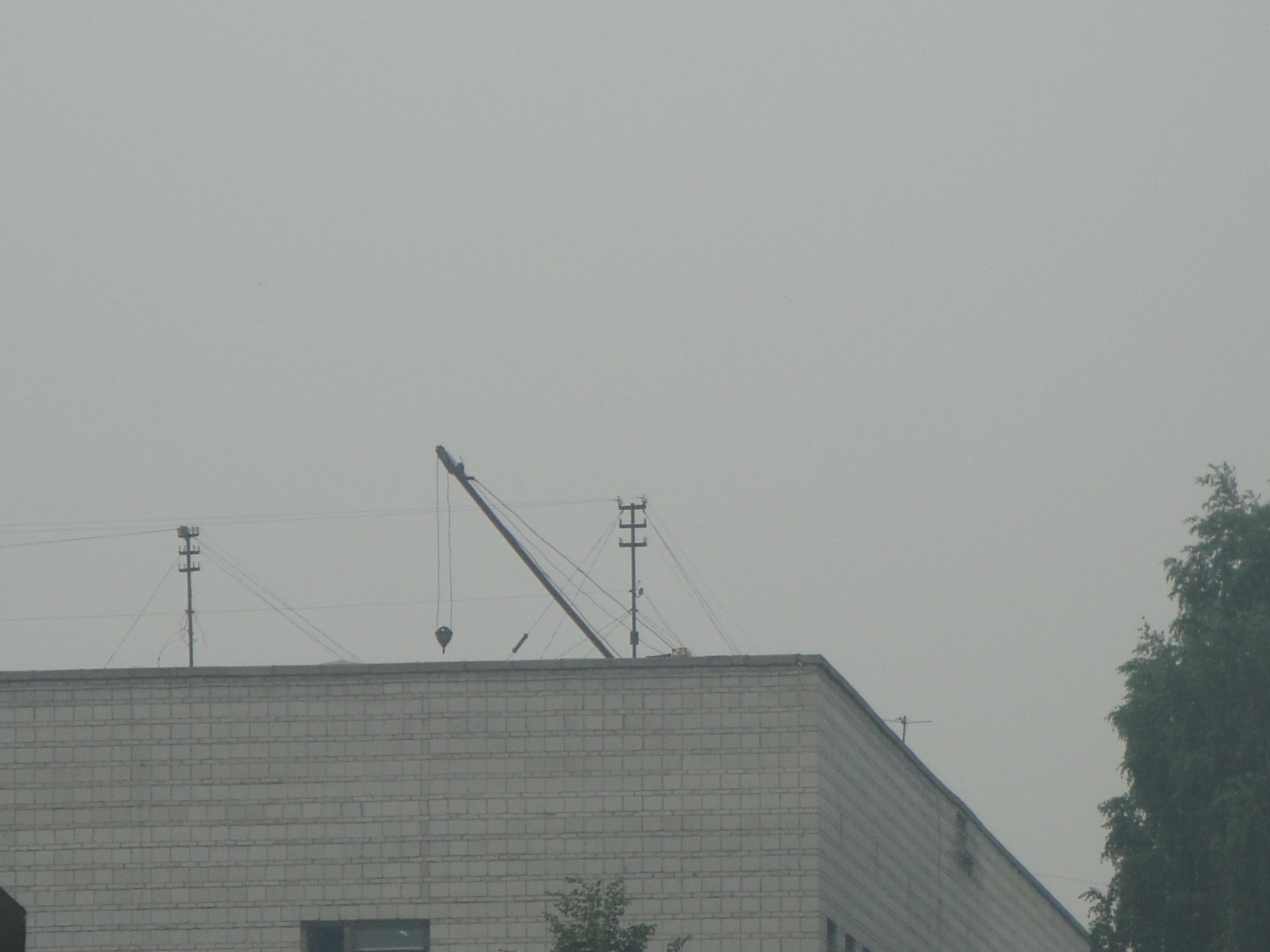
Стреловой кран «Пионер» на крыше здания

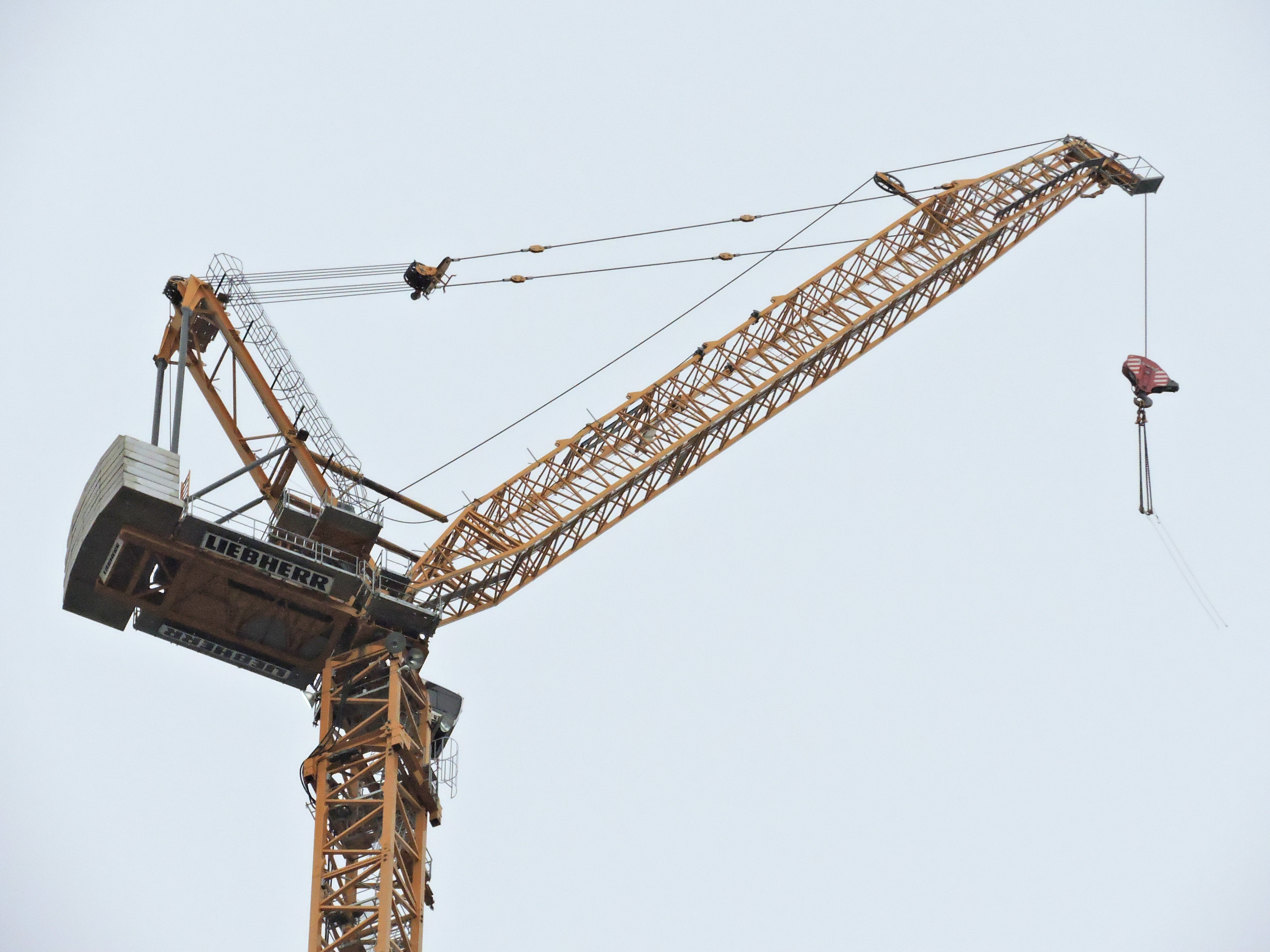
Башенный кран

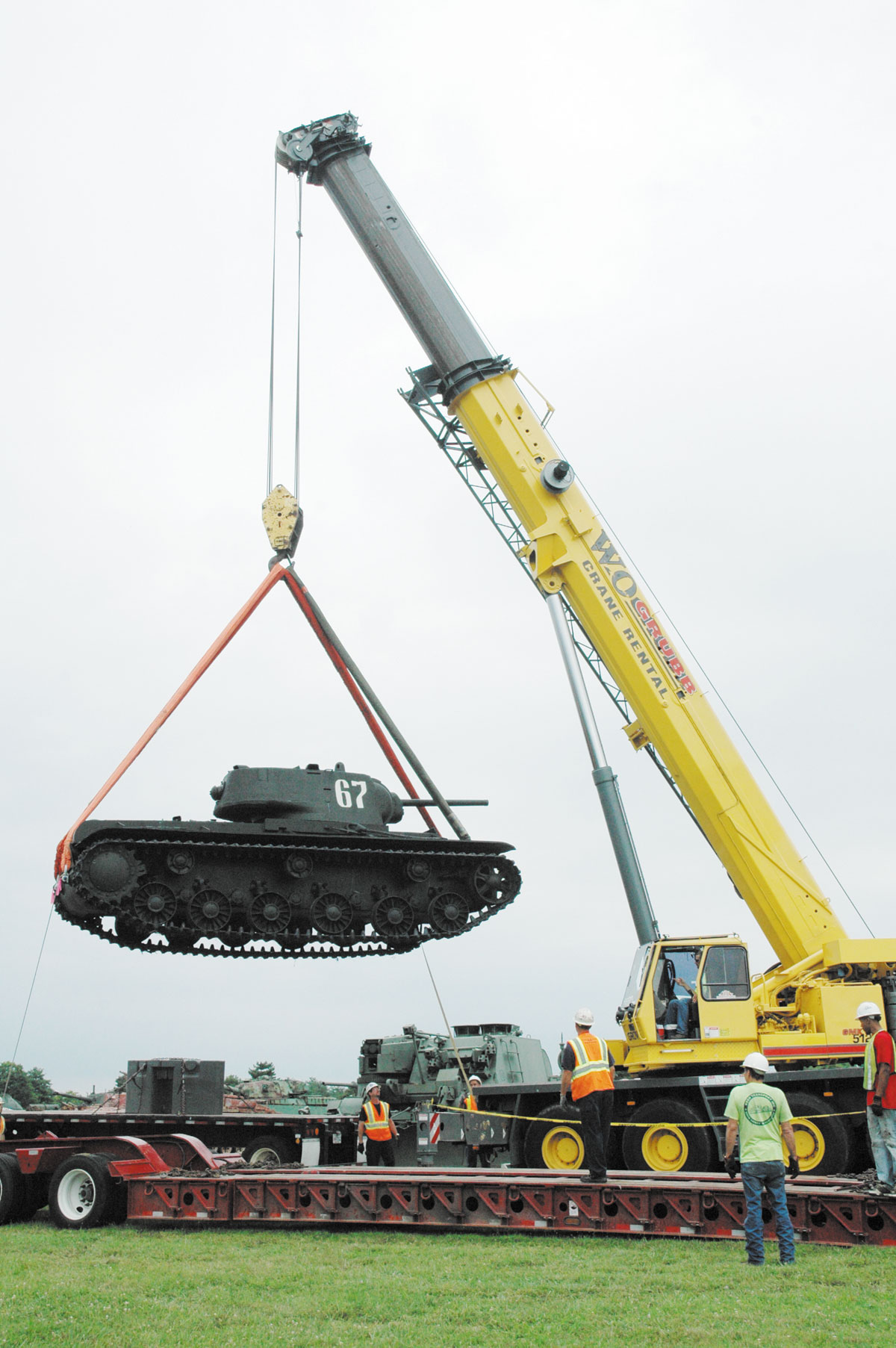
Стреловым краном грузят танк

Кран стрелово́го ти́па (стрелово́й кран) (англ. Jib type crane, фр. Appareil de levage du type grue) — кран, у которого грузозахватное устройство подвешено к блокам на концевой части стрелы или подвешено к грузовой тележке, перемещающейся вдоль стрелы. Выпускаются в передвижном и стационарном исполнении.

## Общая классификация
К кранам стрелового типа относят:
- Стреловой самоходный кран — кран стрелового типа со стрелой, закреплённой на раме платформы или ходового устройства[3].
- Башенный кран — кран стрелового типа поворотный, со стрелой, закреплённой в верхней части вертикально расположенной башни[3].
- Деррик-кран — кран стрелового типа поворотный, имеющий вертикальную мачту и стрелу, закреплённую шарнирно на мачте, имеющей нижнюю и верхнюю опоры[3].
- Портальный кран — кран стрелового типа поворотный, передвижной, на портале, предназначенном для пропуска автомобильного или железнодорожного транспорта[3].
- Полупортальный кран — кран стрелового типа поворотный, передвижной, на полупортале[3].
- Судовой кран — кран стрелового типа, поворотный, стационарный, установленный на борту судна и предназначенный для его загрузки и разгрузки[3].
- Монтажная стрела — кран стрелового типа, неповоротный, стационарный, монтируемый непосредственно у места производства работ[3].

## Стреловые самоходные краны
Стреловые краны подразделяют на несколько групп, самая распространённая из которых — группа самоходных (передвижных) кранов, в зависимости от условий эксплуатации оборудуемых различными ходовыми устройствами.
Для независимого перемещения по местности они оснащены специальным ходовым устройством. Стреловое оборудование этих кранов — сменное. Всё это позволяет быстро изменять параметры и использовать их при выполнении широкого круга задач.
Стреловые краны относятся к группе универсальных кранов, предназначенных для подачи строительных конструкций и материалов на строящиеся объекты, а также для механизации погрузочно-разгрузочных работ на складах. В процессе монтажных работ их используют для поддержания конструкций при их закреплении на месте монтажа.
Кроме того, они широко применяются:
- На строительстве мостов: при погрузочно-разгрузочных, монтажных работах с различными конструкциями[6].
- В энергетическом строительстве: в зависимости от мощности электростанции краны могут выполнять функции основного монтажного механизма (на объектах малой мощности), либо вспомогательного (на объектах средней и большой мощности) при монтаже основного энергетического оборудования. При монтаже вспомогательных объектов (химводоочистка, эстакады трубопроводов и пр.) самоходные краны становятся главным монтажным механизмом[7].

### Достоинства и недостатки
Основное достоинство — способность быстро перебазироваться с одного объекта на другой, а затем сразу по прибытии на новое место начать работу. Благодаря этому краны успешно используются на рассредоточенных объектах с небольшим объёмом работ.
Главный недостаток — передвижение с грузом допускается со значительными ограничениями.

## Классификация стреловых кранов
Стреловые самоходные краны классифицируют по следующим характеристикам: грузоподъёмности, конструкции ходовой части, типу привода, типу рабочего (стрелового) оборудования, а также по исполнению подвески стрелового оборудования.

### Конструкция ходовой части
По конструкции ходовой части (шасси), стреловые краны подразделяются на следующие виды:
- Автомобильный[2][6] — кран стрелового типа на шасси автомобиля[3].
- Гусеничный[2][6] — кран на гусеничных тележках[3].
- Железнодорожный[6] — кран стреловой, на платформе, передвигающийся по железнодорожному пути[3].
- Кран на шасси автомобильного типа[6] — кран стрелового типа на ходовом устройстве типа автомобильного шасси[3].
- Плавучий — кран на плавучих средствах[3].
- Пневмоколёсный[2][6] — кран стрелового типа на пневмоколёсном шасси, управляемый из кабины, установленной на поворотной части крана[3].
- Рельсовый[2] — кран на рельсовом ходовом устройстве[3]: краны типа «СКР».
- Тракторный[8] — кран стреловой на шасси трактора[3].

### Привод стреловых кранов
В стреловых самоходных кранах используют:
- Механический привод. При использовании группового механического привода все механизмы крана получают движение от дизеля или другого двигателя внутреннего сгорания[2].
- Электрический привод. В случае использования электрического многодвигательного привода, каждый механизм имеет индивидуальный электродвигатель[2].
- Гидравлический привод. При использовании гидропривода каждый механизм оснащается индивидуальным гидродвигателем[2].
- Смешанный привод[2].

По типу привода механизмов самоходные стреловые краны делятся на две группы:
- Одномоторный привод: все рабочие механизмы приводятся в движение одним или несколькими двигателями, работающими на один вал. Одномоторный привод может быть механическим, либо комбинированным[4].
- Многомоторный или индивидуальный привод, когда каждый механизм получает движение от отдельного двигателя[4].

### Тип стрелового оборудования
В стреловых кранах применяются:
- Стреловое оборудование — оборудование крана, состоящее из рабочей (наклонной) стрелы, поддерживающих её элементов и крюковой подвески[9]. Оборудование стрелового крана представляет собой наклонную стрелу, которая установлена на поворотной раме крана[2].
- Башенно-стреловое оборудование (сокр. БСО, исполнение крана в этом случае БСИ) — сменное оборудование стрелового самоходного крана с механическим приводом, состоящее из вертикальной или наклонно установленной башни (мачты), стрелы с гуськом (или без него) и необходимых устройств[9]. Мачта оборудования монтируется на поворотной раме крана и конструктивно представляет собой пространственную ферму, в верхней части которой на шарнирах крепится стрела с изменяющимся углом наклона, называемая управляемым гуськом[2]. Кран с установленным оборудованием этого типа позволяет получить наибольшее свободное пространство под стрелой, называемое полезным подстреловым пространством[2].
- Крановое оборудование одноковшового экскаватора — решётчатая стрела, установленная на одноковшовый экскаватор[6]. В этом случае экскаватор используется в качестве стрелового крана. Грузоподъёмность кранового оборудования для экскаваторов с ковшами ёмкостью 0,4 м³; 0,65 м³; 1 м³ и 1,65 м³ составляет: 6,3 т; 10 т; 16 т и 25 т[6].

### Конструкция стрелового оборудования
По конструкции подразделяется на два основных типа:
- Стрелы решётчатой конструкции[6]. Подвешиваются на гибкой подвеске при помощи системы канатов[4] — от стрелового полиспаста[8]. Стрелы, изменяемые по длине, оснащаются специальными вставками, устанавливаемыми в среднюю часть стрелы[6].

По конструкции, в свою очередь, решётчатые стрелы подразделяются на четыре подвида:
1. Прямые решётчатые стрелы. Применяются на кранах, которые предназначены для выполнения разнообразных работ. При этом возникают ситуации, когда при малых вылетах стрелы при наибольшей грузоподъёмности крана пространства под стрелой перестаёт хватать для подъёма крупногабаритных грузов[2].
2. Непрямолинейные стрелы. Стрела подвешивается на стреловом полиспасте в зоне перегиба стрелы. Применяются для увеличения пространства под стрелой. В таких случаях размеры поднимаемого груза могут быть очень большими, однако стрела при этом испытывает значительный изгибающий момент, а также при повороте крана — значительный крутящий момент[2].
3. Наращиваемые стрелы. Стрелу кранов, имеющих значительную грузоподъёмность, выполняют из нескольких секций-вставок, что позволяет применять стрелы большой длины[2].
4. Шарнирно-сочленённые стрелы. Представляют собой стреловое устройство, состоящее из основной стрелы и шарнирно закреплённого на ней гуська. Гусёк позволяет значительно увеличить вылет стрелы при существенном пространстве под стрелой крана, однако при этом снижается грузоподъёмность. Гусёк в этом случае является неуправляемым, так как угол наклона во время работы крана остаётся постоянным[2].

1. Стрелы телескопической конструкции[6]. На кранах с гидравлическим приводом является основным оборудованием[4]. Представляет собой сплошностенчатую (коробчатую) телескопическую стрелу балочного типа[6], подвешиваемую на жёсткой подвеске. Стрела при этом удерживается гидроцилиндрами[8], с помощью которых меняется её угол наклона[4]. Стрелы этого типа изменяют свою длину с помощью телескопических элементов (от трёх и более). Эта операция по изменению длины стрелы, называемая телескопированием, может производиться в процессе работы с крюком, в том числе с грузом[6]. В качестве грузозахватного приспособления на телескопических стрелах устанавливается крюковая подвеска. При грузоподъёмности до 10 т (включительно), на кран устанавливается двухсекционная телескопическая стрела, а при грузоподъёмности более 10 т — трёх-, четырёхсекционные и т. д[4].

#### Изменяемость длины стрелы
Длина стрелы может оставаться постоянной или изменяемой, при использовании специальных выдвижных устройств. По этому признаку стреловые устройства разделяют на:
- Выдвижные устройства — стрелы, имеющие одну или несколько выдвижных секций для изменения длины[2].
- Невыдвижные устройства — решётчатые стрелы, секции которых жёстко соединены одна с другой[2].

### Подвеска стрелового оборудования
В зависимости от используемого стрелового оборудования, различают два типа подвесок:
- Гибкая стреловая подвеска — с применением полиспаста и системы канатов[4].
- Жёсткая подвеска — с использованием гидравлических цилиндров, при помощи которых обеспечивается удержание стрелы и смена угла её наклона. Используется в телескопических стрелах[4].

## Параметры
Параметрами называются основные величины, характеризующие кран. Основными параметрами стреловых кранов являются:
- Грузоподъёмность — масса наибольшего рабочего груза, на подъём которого он рассчитан. В величину грузоподъёмности включается масса съёмных грузозахватных приспособлений и тары: у машин, которые оснащены грейфером или электромагнитом, масса этих грузозахватных органов. Этот параметр является общим для всех типов кранов[3]. Грузоподъёмность зависит от вылета стрелы с учётом устойчивости крана от опрокидывания и прочности его элементов[2].

### Высотные
- Вылет крюка от ребра опрокидывания — расстояние по горизонтали от ребра опрокидывания до центра зёва крюка[3].
- Вылет стрелы — расстояние по горизонтали от оси вращения крана до вертикальной линии, которая проходит через точку подвеса груза. Выпускаются краны с постоянным вылетом стрелы и переменным вылетом. Краны с переменным вылетом способны обслуживать большие площади[2].
- Высота подъёма крюка — расстояние от уровня стоянки крана до центра зёва крюка, находящегося в верхнем (высшем) рабочем положении[3].
- Глубина опускания крюка — расстояние от уровня стоянки крана до центра зёва крюка, находящегося в нижнем (низшем) рабочем положении[3].

### Скорости
- Скорость изменения вылета крюка — горизонтальная составляющая скорости перемещения крюка при изменении его вылета[3].
- Скорость подъёма груза[2].
- Скорость поворота[2].
- Рабочая скорость передвижения крана — скорость передвижения крана в рабочем положении с подвешенным грузом, обеспечиваемая его собственным приводом[3].
- Транспортная скорость передвижения крана — скорость передвижения крана в транспортном положении, обеспечиваемая его собственным приводом[3].

### Наклон и поворот
Для стреловых поворотных кранов должна быть обеспечена возможность подъёма наибольшего рабочего груза на расчётном уклоне при всех положениях поворотной части.
- Расчётный угол наклона — угол, величина которого:
  - для стреловых кранов (кроме кранов на железнодорожном ходу) принимается не менее 3°[3]. При работе на выносных опорах для стреловых кранов угол наклона может приниматься 1° 30″. Расчётный угол наклона с башенно-стреловым оборудованием определяется проектирующей организацией и указывается в паспорте крана (в СССР введено информационно-директивным письмом Госгортехнадзора СССР от 26 августа 1971 года)[3].
  - для портальных — не менее 1°[3].
  - для железнодорожных кранов угол наклона определяется величиной превышения на кривых участка пути одного рельса над другим[3].
- Угол поворота[2].

### Габаритные
- Габариты[2].

## Маркировка
Каждой модели стрелового крана присваивают индекс, в котором зашифрованы его конструктивные особенности и основные характеристики.